# Aortopeksja
Aortopeksja – procedura chirurgiczna polegająca na przyszyciu aorty wstępującej do tylnej powierzchni mostka, co powoduje przemieszczenie przedniej ściany tchawicy do przodu, a co za tym idzie otwarcie jej światła. Stosowana w celu leczenia ciężkiej tracheomalacji (choroby polegającej na zapadaniu się z powodu wrodzonej wiotkości tchawicy).